# Power Doppler
Power Doppler – technika ultrasonograficzna stosowana przy badaniu naczyń obwodowych. Polega na uwidocznieniu przepływu w naczyniach poprzez ocenę całkowitej emisji sygnału. Pozwala ocenić przepływ kiedy naczynia są małe lub głęboko położone, a w związku z tym sygnał jest słaby. Technika nie ocenia kierunku przepływu krwi w naczyniu.